# بییابیید
بییابیید (به اسپانیایی: Villavellid) یک شهرستان در اسپانیا است که در استان وایادولید واقع شده‌است.